# Repülőszimulátor

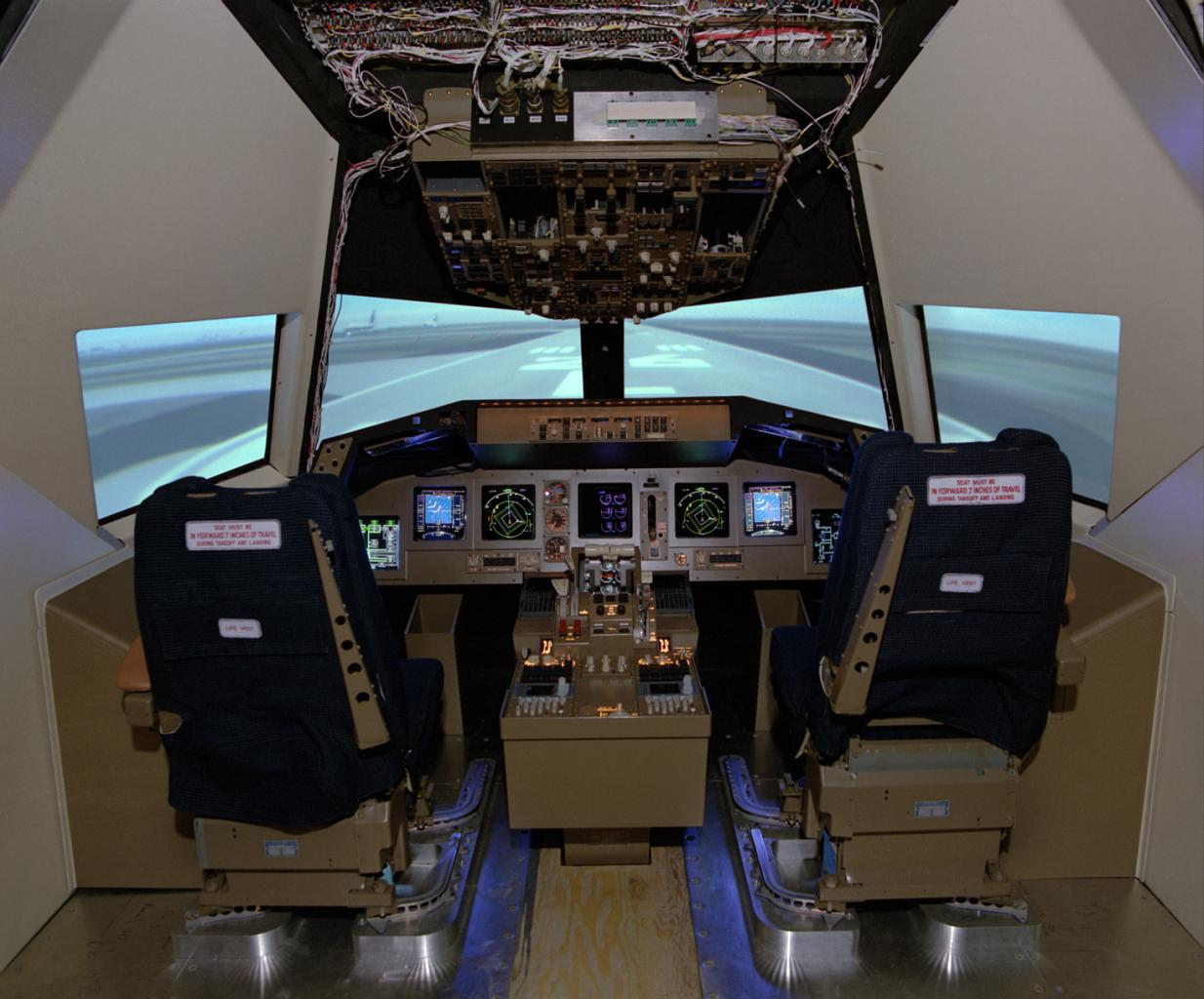
A civil légiforgalmi pilóták kiképzésére használt profi repülőszimulátor

A repülőszimulátor olyan számítógépes program, amelyekben különböző repülőgépeket lehet vezetni, például vadászrepülőgépeket, utasszállítókat vagy repülőgépmodelleket. Általában billentyűzettel vagy botkormánnyal irányíthatóak. A repülőszimulátorok közé tartoznak az űrhajószimulátorok is.

## Civil szimulátorok
- Microsoft Flight Simulator X
- X-Plane 10

## Vadászrepülő szimulátorok
- IL2 Sturmovik
- IL2 Sturmovik 1946
- Plane Arcade
- Pacific Warriors Dogfight 1 és 2
- Battlestations Midway
- Tom Clancy's HAWX
- Heroes over Europe
- F/A-18: Operation Desert Storm
- Fly or die
- War Thunder

## Modellszimulátorok

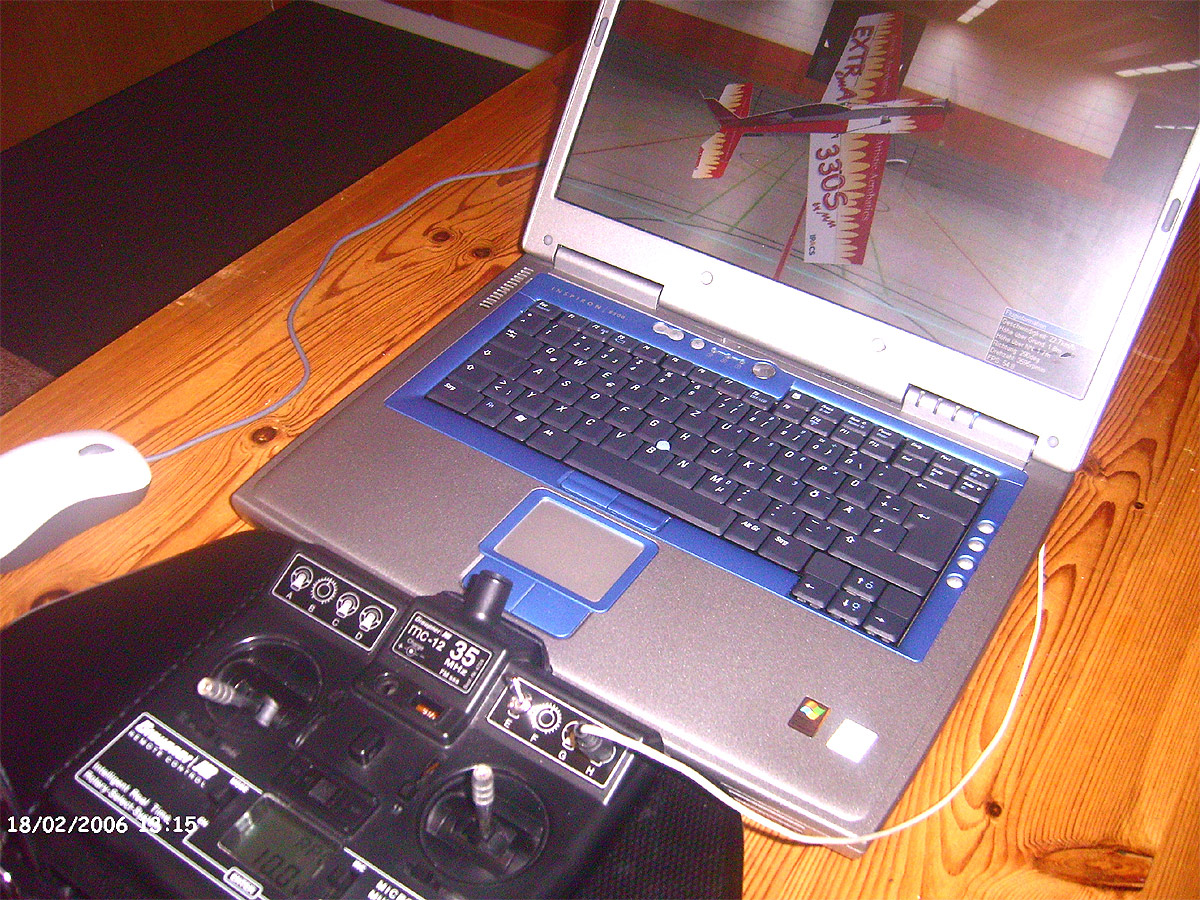
Repülőgép modell szimulátor egy laptopon (a számítógép előtt egyfajta joystick).

- Flying-Model-Simulator (FMS)
- RealFlight Flight G5

## Űrhajószimulátorok
- ORBITER 2006
- EAGLE LANDER 3D
- SPACE STATION SIM